# Klimageographie
Die Klimageographie (bzw. -grafie) ist die geographische Wissenschaft vom Klima und gilt als Untergebiet der interdisziplinären Klimatologie. Sie untersucht die Wechselwirkungen des Klimasystems mit anderen Systemen, ihr Schwerpunkt liegt zumeist auf den Wechselwirkungen und den räumlichen Mustern an der Erdoberfläche.
Die Klimatologie als interdisziplinäre Wissenschaft der Fachgebiete Meteorologie, Geographie, daneben auch Geologie, Ozeanographie und Physik, ist die Lehre von der physikalischen Erscheinungen der Lufthülle der Erde (Klima) und ihrer Interaktion mit den Gegebenheiten der Erdoberfläche, sowie der räumlichen und zeitlichen Veränderung des Klimas. Während die physikalischen und chemischen Zusammenhänge und Prozesse – die Physik der gesamten Erdatmosphäre – von der Meteorologie beschrieben werden, sind Schwerpunkt der geographischen Klimatologie die wechselseitigen Einflüsse zwischen Erdoberfläche und Lufthülle in ihren räumlichen Mustern und zeitlichem Wandel:
- Wirkung der Erdoberfläche (Wasser- und Landoberfläche) auf das Wetter und Klima,
- Wirkung der Witterung auf die Erdoberfläche und den Menschen (Geländeklimatologie, Stadtklimatologie).

Insbesondere werden räumlich begrenzte Phänomene beobachtet und beschrieben, die sich beispielsweise aus der Topographie und der Beschaffenheit der Erdoberfläche, des Reliefs und der oberen Bodenschichten, bzw. aus dem Wirkungsgefüge der Geofaktoren heraus ergeben. Zu den geographischen Klimafaktoren zählen die Breite, Meereshöhe, Land-Meer-Verteilung sowie Maritimität/Kontinentalität, das Relief, Bodenbedeckung oder Hangneigung. In Klimazonen und Klimaklassifikationen wird die Erdoberfläche unter verschiedenen klimatischen und meteorologischen Gesichtspunkten eingeteilt und typisiert.
Der Begriff Klimageographie wird heute zur Akzentuierung einer geographieorientierten, insbesondere regionalen Klimatologie gewählt, in Analogie zu Begriffen wie Hydrogeographie, Vegetationsgeographie. Diese Begriffsverwendung ist allerdings in der Geographie umstritten. Eine klare Abgrenzung zwischen den Begriffen Klimatologie und Klimageographie gibt es häufig nicht, teilweise werden sie synonym verwendet.

„Da die Vielfalt der klimatischen Erscheinungen in der Atmosphäre und ihre Wirkungen im Zusammenhang mit den geographischen Faktoren der Erdoberfläche physikalisch-kausal interpretiert werden müssen, mithin hinreichende Kenntnisse der physikalisch-dynamischen Prozesse vonnöten sind, entfällt eine grundsätzliche Unterscheidung von Klimatologie und Klimageographie.“

Die allgemeine, regionale und spezielle Klimatologie waren schon seit Alexander von Humboldt eine feste Teildisziplin der Geographie.